# Psylocke
Psylocke, alter ego de Elizabeth "Betsy" Braddock, é uma personagem de história em quadrinhos do Universo Marvel, publicado pela editora Marvel Comics. Criada em 1974 por Chris Claremont e Herb Trimpe, é uma mutante, mais conhecida por ser membro dos X-Men.

## Histórico

### Origem
Betsy Braddock era uma modelo inglesa irmã gêmea de Brian Braddock, o Capitão Britânia. Começou a ter algumas premonições do futuro, ao descobrir seu dom mutante passou a trabalhar paralelamente para a divisão PSI da S.T.R.I.K.E, a divisão inglesa da S.H.I.E.L.D até que todos os integrantes da Psique passaram a ser assassinados pelo Mestre dos Assassinos. Com seu poder, Betsy conseguiu encontrar seu irmão que a salvou e os restantes integrantes da Psique.
Brian abandona a carreira de herói um pouco depois de conhecer a mutante transmorfa Meggan e passam a morar juntos em um farol, enquanto a sua irmã Betsy o substitui como Capitã Britânia, ganhando os poderes que eram de seu irmão. Inexperiente, Betsy enfrenta o Mestre dos Assassinos e a batalha termina mal: O vilão perfura seus dois olhos, deixando-a cega. Brian retorna ao posto de capitão Britânia e mata o vilão que cegou sua irmã.

### X-Men
O vilão interdimensional Mojo sequestra Psylocke, a transforma em sua escrava e coloca olhos mecânicos em suas órbitas. Cifra salva os Novos Mutantes e Psylocke de Mojo e se sente atraído pela inglesa. A partir daí Psylocke passa a residir a mansão dos X-Men que não sabiam que esses olhos eram câmeras onde filmavam tudo que acontecia com os X-Men para o Mojoverso assistir.
Logo após o Massacre de Mutantes, Dentes-de-Sabre invade o Instituto Xavier. Psylocke, mesmo não tendo habilidades de luta, bravamente o atrai para longe das vítimas hospitalizadas e o distrai até a chegada de Tempestade e Wolverine. Enquanto Dentes está enfrentando Wolverine, Betsy (mesmo com o braço ferido e costelas quebradas) lê a mente de Creed e descobre que havia uma mentor por trás do Massacre dos mutantes Morlocks. Psylocke é convidada a participar dos X-Men após este ato de bravura.
Em uma missão liderada por Vampira, Psylocke e mais dois novos integrantes: Longshot e Cristal enfrentam o Fanático nas ruas de Edimburgo, Escócia. Sendo a prova de fogo dos iniciantes.
Wolverine lhe dá uma armadura feita de um material ultra resistente mas maleável e leve como pano para utilizar nas batalhas.
Depois da equipe sofrer baixas importantes e sobrarem apenas 4 integrantes, Psylocke tem a premonição de que, se os integrantes que restaram retornarem a sua base australiana, serão mortos pelos ciborgues conhecidos como Carniceiros. Para fugir desse trágico destino, Psylocke os induz (com a ajuda de seu poder) a atravessarem o portal do destino.

### Psylocke Oriental
O Portal do destino julga a vida e concede uma segunda chance de recomeça-la a quem o atravessa. Psylocke foi quem teve a consequência mais marcante de todos: Reapareceu sem memória na China e foi encontrada pela equipe de Matsuo Tsurayaba onde, com a ajuda de Espiral, trocaram seu corpo pelo da ninja assassina chamada Kwannon, e sob domínio de Mandarim participou dos atos de vingança como sua assassina pessoal e ninja do Tentáculo.
Sob alcunha de Lady Mandarim, Betsy enfrenta Wolverine, acompanhado de Jubileu, a partir daí, passou a manifestar seu poder de forma mais ofensiva através da adaga Psíquica. Betsy ve a si mesma na mente de Wolverine e acaba por restaurar suas memórias e parte com Logan e Jubileu para resgatar os outros x-Men que agora se encontravam capturados em Genosha.

### X-Men
Betsy retorna aos X-Men, agora com seu novo corpo. Ela e os X-Men vão até o Império Shiar para resgatar Charles Xavier, o mentor dos X-Men que estava anos no espaço, até então Betsy ainda não o conhecia. Psylocke agora participa da equipe Azul, com umas das melhores e mais famosas formações do X-Men, junto com Vampira, Gambit, Ciclope, Wolverine, Jubileu e o Fera.
Psylocke, agora muito mais provocadora com os resquícios da personalidade de Kwannon, começa a seduzir Scott Summers que quase não resiste a tentação. Até que Jean vai tirar satisfação com Betsy e as duas discutem.
Kwannon, com o codinome Revanche e no corpo original de Psylocke, vai até o Instituto se dizendo a verdadeira Elizabeth Braddock. As duas se enfrentam em uma batalha ninja. Junto com Gambit e Fera vão ao Japão e descobrem a verdade sobre a troca de corpos. Revanche tinha sido infectada com o vírus Legado e morre pouco tempo depois.
Psylocke passa a restaurar sua identidade e ganha a confiança do grupo novamente, tornando-se umas das mais importantes.
Inicia um namoro com Anjo, companheiro de equipe nos X-Men.

### Aurora Rubra
Dentes de sabre estava preso na mansão, ao provocar Dinamite esta o atacou mas conseguiu apenas liberta-lo. Psylocke passando por um monitor vê a cena e corre para salvar a jovem x-Men tendo uma incrível batalha contra Creed que agora teve sua revanche contra ela que já o havia derrotado. Em um determinado momento Dentes de Sabre leva vantagem e a prende com uma chave e a fere gravemente com suas garras quase a matando.
Só foi curada com a ajuda de Anjo que utilizou a mágica de um elixir chamado Aurora Rubra. Tal cura modificou sua personalidade e seus poderes, conferindo a breve habilidade de se teleportar pelas sombras.

### Guerra Psíquica
O vilão Rei das Sombras atrai os X-Men até a tribo onde Ororo cresceu fingindo ser um vilão chamado Ananasi mas tudo era um engodo para enganar Psylocke provocando-a até ela usar seus poderes e cair numa armadilha mental. Como consequência, houve um bloqueio de poderes em todos os mutantes psiônicos do planeta e liberou Rei das Sombras para o plano físico onde causou caos e sofrimento até Psylocke derrota-lo e prende-lo em sua mente, assim a ninja ficou sem poder acessar seus dons telepáticos pois correria o risco de libertar o Rei das Sombras de sua mente.
Jean Grey se oferece para ajudar compartilhando telepaticamente seus poderes, o que resultou de Jean ficar apenas com a telepatia e Psylocke passou a ter a telecinese de Jean. Ao tornar-se telecinética passou a ser capaz de gerar uma katana telecinética, e volta a equipe de combate principal.

### X-Treme X-Men
Com o namoro com o Anjo recém terminado, Psylocke se une aos Extreme X-Men uma equipe que tinha como missão principal resgatar os Diários da Sina, nesta equipe. Surge um clima entre ela e Neal Shaara, o novato Pássaro Trovejante (III) enquanto treinavam e logo passam a ter um caso.

### Morte
Logo na primeira missão do X-Treme, na Espanha, Vampira e Fera são derrotados pelo vilão Vargas. Psylocke, que derrotou os capangas de Vargas e não quis seguir o pedido de Fera para ela fugir enquanto era tempo, enfrenta Vargas, e é morta por ele.
Neal Shaara fica inconsolado com a morte de Betsy, os X-Tremme vão atrás de Vargas e descarregam suas raivas em uma das maiores organizações criminosas de Valencia.

### Retorno
Um ano depois, Betsy reaparece misteriosamente no mesmo lugar em que morreu; sem a Aurora Rubra, sem telepatia e com uma poderosa telecinesia bruta. Além disso, descobre que está imune a leituras, manipulações e ataques mentais. Ao retornar para o instituto é recebida com relativa normalidade, de tão comum que ultimamente as pessoas costumam retornar dos mortos na vida dos heróis mutantes. Betsy descobre depois que sua volta foi arquitetada por seu irmão mais velho, Jaime que a ressuscitou para usá-la como arma contra o Primeiro Cadente (o oposto da Fênix). Betsy e os X-Men foram até o mundo dele mas na última hora, Jamie não teve coragem de sacrificar a irmã e mandou ela de volta para Terra.
Psylocke foi para Inglaterra visitar o Capitão Britânia e contar do outro irmão deles, quando o Rei das Sombras atraiu eles para uma armadilha e fez o Novo Excalibur atrair o Brian. A Psylocke atacou o Rei das Sombras, mas quando ia fazer o ataque decisivo ela caiu num portal

### Exilados
Foi teleportada para a Sala Desértica do Palácio de Cristal, onde dá de cara com Dentes-de-Sabre, o homem que quase a matou duas vezes, mas este era de uma outra realidade. Institivamente Psylocke ataca de forma violenta mas ela logo percebe que este Dentes-de-Sabre não está tentando matá-la. Logo Heather (que descobre que Psylocke é invisível para os sistemas do Palácio) coloca a nova Exilada a par das atividades do grupo e da missão urgente de resgate: A Hidra de uma outra realidade liderada por Susan Storm. Durante a missão, ela se depara com o Mestre dos Assassinos mas sua reação com o homem que outrora arrancou seus olhos não foi tão valente como com Creed. Ela ficou paralisada, lacrimejando.
Com ajuda de Kitty Pryde e Pássaro Trovejante (Terra 1100) conseguem recuperar o controle do Panoptichron durante o ataque de Doutor Destino.

### Novos Exilados
Creed e Psylocke blefam fingindo estarem controlados pela Feiticeira Sangrenta e assim os dois atacaram sua colega de equipe Vampira e o híbrido atlante Gambit. Porém era apenas um planos para atacar os inimigos quando menos esperavam. Gambit entra pros Novos exilados no final da missão. Passadas algumas missões, Betsy é encontrada e passa a ser treinada pelo Ogum, em um dos mundos, para futuramente enfrentar o Mestre Assassino. Psylocke enfrenta um inimigo do passado, o Mestre Assassino, mas em uma dura batalha o mata usando suas Katanas Telecinéticas, enquanto ele usava espadas normais. Passado isso Psylocke e puxada por um novo portal criado por Espiral.

### Retorno à Terra 616
A Irmandade de Mutantes de Madelyne Pryor ataca os X-men e a mutante espiral prende Psylocke como refém, nisso, Cristal derrota a irmandade mas têm de lutar com sua amiga Psylocke, que estava sendo controlada. Psylocke trava uma batalha dentro de sua própria mente e quebra o domínio da irmandade. No final, descobre - se que Madelyne Pryor só retornou à vida porque o mutante X-Man havia ressuscitado, já que a última encarnação de Madelyne foi um fantasma psiônico criado pelo rapaz.
Psylocke afirma que ainda tem a sua telecinésia e que agora tem acesso aos poderes originais dela, chegando a um nível onde Jean Grey já esteve algum dia. Após o fracasso da irmandade de mutantes, Psylocke integra o grupo alpha, que consiste em: Noturno, Wolverine, X-23, Colossus, Anjo e Psylocke, participando também do Clube X, junto de seu ex-namorado Anjo e o Fera. Psylocke a partir dai volta também a equipe principal dos x-men.
Christoper Yost e Daniel Ketchum afirmam que as habilidades telepáticas e das adagas psiônicas de Psylocke retornaram, mas que ela continua parcialmente telecinética, em uma entrevista.
Psylocke após o Segundo Advento, saga onde há mutante Messia volta a Utopia e vários mutantes se sacrificam para salvá-la de um violento e estratégico ataque de Bastion, entra para a nova X-force de Wolverine e volta com seu romance com o Anjo tentando ajudá-lo a conter o Arcanjo e o gene Apocalipse dentro dele

## Participa da X-Force
Após o Segundo Advento, Psylocke é convidado por Wolverine para participar da nova X-Force, secreta até para Ciclope, além disso descobrimos que ela agora voltou o namoro com Anjo, ajudando-o a controlar sua outra face. Em sua primeira missão-capturar e matar a reencarnação de Apocalipse-mas ao descobrir que ele agora é uma criança que não se lembra de nada, tenta impedir sua morte, depois de muita briga e desentendimentos, antes que possam reagir, Fantomex atira na cabeça da criança matando-a.
Em outra missão, Psylocke ainda ressentida pela morte de Apocalipse Criança ,descobre junto com Wolverine que Lady Letal e seus carniceiros,pretendem destruir Utopia só para atingir Wolverine,este grupo,anos atrás provocaram ódio de Logan e Besty,por motivos distintos. Mesmo avisada sobre o gosto da vingança, Psylocke mata cruelmente os causadores de sua dor e após isso se sente culpada por isso, mesmo avisada por Wolverine.   
```
Um Homem chamado X e a volta da Psylocke Britânica.
```

Enquanto os X-Men reconstruíram o Instituto Xavier para Educação e Extensão Mutante no meio do Central Park, Psylocke decidiu retornar à Inglaterra. Depois de passar algum tempo em Londres, Psylocke encontrou-se sob um ataque psíquico esmagador pelo Rei das Sombras, o que a levou a perder o controle. Psylocke pediu ajuda a Vampira, Bishop, Arcanjo, Gambit, Fantomex e o Velho Logan, Ela envia os X-Men ao Plano Astral para lidar com Farouk e fica para trás para manter o elo mental necessário de volta ao mundo físico. Psylocke descobre que o Rei das Sombras estava mantendo a alma de Charles Xavier presa no Plano Astral, e sob a orientação do Professor, ela consegue lutar contra Logan e Gambit, ambos possuídos pelo Rei das Sombras, conter a infecção psíquica em Londres e proteger os civis. Depois que Xavier matou o Rei das Sombras, Psylocke fica chocada ao saber que ele havia tomado o corpo de Fantomex, que escolheu permanecer no Plano Astral.
Suspeito de X, como agora Xavier começou a se chamar, Psylocke viajou para o Plano Astral para se certificar de que Fantomex não estava enganado em desistir de seu corpo. Sem o conhecimento dos X-Men, X havia trazido involuntariamente outra pessoa com ele, um Proteus recém-ressuscitado. Não querendo arriscar com um ser tão poderoso à solta, os X-Men apontaram Psylocke como sua líder e atacaram Proteus, derrotando-o com um esforço combinado. No entanto, quando Psylocke entrou em uma rede psíquica para desfazer a loucura de Proteus, o Shadow King aproveitou a oportunidade para retornar ao mundo físico. Psylocke e os X-Men juntaram forças para derrotá-lo mais uma vez, ligando cada médium telepaticamente e limpando o mundo da sujeira de Farouk. X apagou as memórias dos outros X-Men e disse a Psylocke que ela seria a única a lembrar que ele havia retornado.
Como membro dos X-Men, Psylocke também ensinou a jovem Jean Grey, que veio do passado e estava deslocada no tempo, a arte de criar armas psíquicas e investigou o fenômeno relacionado à Fênix que levou à ressurreição da adulta Jean Grey. Psylocke também foi selecionada por Kitty Pryde para se unir a um time com Tempestade, Jubileu, Vampira e Dominó e procurar por um Wolverine ressuscitado, enfrentando Viper e suas Femme Fatales no caminho.
Durante este encontro, Psylocke foi atacada pela vampira psíquica, Sapphire Styx, que absorveu sua alma em si mesma. Uma vez lá dentro, Psylocke descobriu a casca psíquica de todas as vítimas que Sapphire havia reivindicado ao longo dos séculos, incluindo um fragmento da alma de Wolverine que ela não conseguira purgar de si mesma. Com base na força de todas as almas aprisionadas, Psylocke usou sua telepatia para destruir Sapphire de dentro e emergiu em seu corpo original. Mais tarde ela explicou a Jubileu que depois que Sapphire foi destruída, ela foi capaz de usar a energia da alma que ela deixou para trás para recriar seu corpo original. Também foi mostrado que Kwannon aparentemente voltou à vida em seu corpo original também.

## Poderes
Betsy Braddock é uma poderosa mutante , manifestando um  conjunto de habilidades telepáticas e telecinéticas ao longo dos anos. Além de ser uma excepcional vidente.
Telepatia: Betsy desenvolveu seus poderes mentais para interagir, afetar, controlar,  paralisar  e manipular as mentes de outros seres vivos a longas e curtas distâncias. Quando ela faz uso de sua telepatia, uma grande imagem parecida com uma borboleta geralmente é projetada . Suas habilidades telepáticas são medianas e foi capaz de produzir a "lâminas psíquicas",  de pura energia mental que penetra nas mentes dos alvos para extermina-los e foi capaz de  projetar raios de força telepáticas que podem afetar a mente dos adversários causando dor, confusão, amnésia e morte . Foi capaz de utilizar projeção astral que é uma hábilidade do espírito sair do corpo para que se cumpra vários propósitos e de criar ilusões telepáticas  para confundir os inimigos. Também é capaz de apagar e restaurar memórias com a telepatia. As habilidades psíquicas de Betsy se manifestaram originalmente como sonhos precognitiveis com altas capacidades de prever o futuro.
Telecinese: Capacidade de manipular e controlar  os aspectos físicos da matéria com a mente, permitindo que ela movimente e levite objetos e seres vivos. Ela foi capaz de voar em velocidades sobre humanas com a sua telecinese e foi capaz de criar escudos telecinéticos de todos os tamanhos para desviar e desacelerar os ataques recebidos.A telecinesia de Betsy tem grande versatilidade , já que ela a usou para construir e materilizar armas com energia telecinética que danificam um alvo fisicamente e mentalmente.Ela tem habilidades de artes marciais e pode usar sua telecinesia para aumentar sua velocidade, força e agilidade em combates físicos.Ela mostrou a habilidade de usar sua telecinesia em conjunto com a telepatia para se tornar invisível

## Em outras mídias

### Cinema
- Psylocke apareceu em X-Men: O Confronto Final interpretada por Meiling Melançon, ela entra para a Irmandade de Mutantes do Magneto e no final é desintegrada pela Fênix Negra. No filme ela mostra o poder de invisibilidade.
- Aparece também em X-Men: Apocalipse, onde é mais fiel aos quadrinhos e se torna uma cavaleira do Apocalipse (Marvel Comics). Quando o vilão é derrotado pelos X-Men, Psylocke foge. Dessa vez é interpretada pela atriz Olivia Munn.

## Animações
- Psylocke aparece em quatro episódios da animação X-Men: The Animated Series.
- Na animação Wolverine and the X-Men, Psylocke aparece em um episódio onde ajuda a Irmandade de Mutantes a tentar anular os poderes do mutante Nitro. No final do episódio ela tem uma luta telepática contra Emma Frost e desmaia.

### Videogames
Psylocke, demonstrando sua popularidade entre os fãs Marvel, foi incluída em vários jogos como personagem controlável. São eles:
- X-Men 2: Clone Wars para Mega Drive
- X-Men: Children of the Atom para Arcade, Sega Saturn e Playstation
- X-Men: Mutant Apocalypse para Super Nintendo
- Marvel Super Heroes para Arcade, Sega Saturn e PlayStation
- Marvel vs. Capcom 2: New Age of Heroes para Arcade, Dreamcast, Playstation 2, Xbox, Xbox 360 e Playstation 3
- X-Men: Mutant Academy para PlayStation
- X-Men: Mutant Academy 2 para PlayStation
- X-Men: Next Dimension para PlayStation 2, Xbox e GameCube
- X-Men Legends para PlayStation 2, Xbox e GameCube
- Marvel: Ultimate Alliance 2 para PlayStation 2, Wii e PlayStation Portable
- Marvel Super Hero Squad Online para PC e Macintosh
- Marvel Future Fight para celulares
- Marvel Puzzle Quest para celulares e Steam